# The Death of the Ball Turret Gunner
«The Death of the Ball Turret Gunner» — є поезією Рендалла Джарелла, опублікованою у 1945 р. Неодноразово включалася в антології.
В 5-ти лінійках йдеться про загибель стрільця (англ. air gunner, AG) зі складу екіпажу бойового літака, місце якого було у сферичній башті (англ. ball turret) під корпусом літака-бомбардувальника. Виготовлялася корпорацією Sperry Corporation під час ІІ світової війни.
From my mother's sleep I fell into the State,
And I hunched in its belly till my wet fur froze.
Six miles from earth, loosed from its dream of life,
I woke to black flak and the nightmare fighters.
When I died they washed me out of the turret with a hose.

Пояснення самого Р. Джарелла (переклад В. Тимчука):
Ця башта з оргскла монтувалася на літаки «B-17» або «B-24» і заповнювалася двома кулеметами калібру .50 BMG та одним чоловічком, низькорослим чоловічком. Коли стрільцеві доводилося направляти кулемети на винищувач, що атакував бомбардувальник знизу, він крутився разом із баштою; згинаючись вгору-вниз у цій крихітній сфері він уподібнювався зародкові в матці. Винищувачі, що атакували його, були вистрілювали артилерійські снаряди. Шланг був паровим.
Чимало критиків погоджуються, що поема осуджує негуманну міць «Держави», що значуще проявляється у жорстокостях війни,
Поезія надихнула Anna Moench на виставу «The Death of the Ball Turret Gunner», прем'єру якої побачили 2008 року під час New York International Fringe Festival та яка ставилася в театрі «The Space», що в Лонґ-Айленд-Сіті (Нью-Йорк).
Відголоски поезії є помітними в романі Джона Ірвінґа (англ. John Irving) у 1978 р. «Як світ бачить Ґарп» (англ. «The World According to Garp»), в якому протагоніст — батько гине подібно до стрільця цієї поезії.